# ダリヤン・ボヤニッチ
ダリヤン・ボヤニッチ（Darijan Bojanić、1994年12月28日 - ）は、スウェーデン・ベクショー出身のプロサッカー選手。Kリーグ1・蔚山HD FC所属。ポジションはミッドフィールダー。元スウェーデン代表。
Kリーグ時代の登録名はボヤニッチ（ハングル: 보야니치）。

## 代表歴
2020年、トレーニングツアーでスウェーデン代表に招集された。同年1月9日、モルドバとの親善試合で代表デビューを果たした。

## 人物
両親はユーゴスラビア紛争でボスニア・ヘルツェゴビナから逃げ出し、スウェーデンに移住した。母親はボスニア人系、父親はクロアチア人系である。ボヤニッチはボスニア語が堪能である。